# Totolotek 82
Totolotek 82 (tyt. oryg. Спортлото-82) – radziecki film fabularny z 1982 roku, w reżyserii Leonida Gajdaja.

## Fabuła
W lecie 1982 grupa podróżnych spotyka się w jednym przedziale pociągu jadącego na Krym. Wśród nich jest San Sanycz, spekulant, którego najbardziej interesują różnice w cenach owoców i milicjant, który planuje odwiedzić ciotkę. W gronie podróżnych jest także Kostia, który planuje wędrówkę po górach i dziewczyna Tania, która znajduje los z loterii Sportlotto, porzucony przez roztargnionego milicjanta. Po przyjeździe na miejsce okazuje się, że gwarantująca wygraną kombinacja cyfr (1, 2, 3, 4, 5, 6) jest identyczną z tą na kuponie milicjanta. Podróżni zaczynają poszukiwania kuponu, który ostatnio służył jako zakładka w popularnej powieści detektywistycznej. 
Zdjęcia do filmu kręcono w Teodozji. Film był sukcesem kasowym 1982 w ZSRR – ponad 55 mln sprzedanych biletów.

## Obsada
- Algis Arlauskas jako Konstantin Łukow
- Swietłana Amanowa jako Tatiana Piegowa
- Michaił Pugowkin jako San Sanycz Muraszko
- Michaił Kokszenow jako Stiepan
- Denis Kmit jako Paweł
- Nina Grebeszkowa jako ciotka Klawa
- Andriej Tołszin jako Michaił Gołubiew
- Borisław Brondukow jako dyrektor bazy turystycznej
- Luiza Mosiendz jako Ałła Dimitrijewna
- Siergiej Filippow jako kolejarz
- Wiktor Uralski
- Wiera Iwliewa
- Michaił Bojarski (głos (śpiew))
- Iosif Kobzon (głos (śpiew))